# Роса Чавес, Грегорио
Хосе Грегорио Роса Чавес (исп. José Gregorio Rosa Chávez; род. 3 сентября 1942, Сосьедад, Сальвадор) — первый сальвадорский кардинал. Титулярный епископ Мулли с 17 февраля 1982 по 28 июня 2017. Вспомогательный епископ архиепархии Сан-Сальвадора с 17 февраля 1982 по 4 октября 2022. Кардинал-священник с титулом церкви Сантиссимо-Сакраменто-а-Тор-де-Скьяви с 26 июня 2017.